# Liomera rubra
Liomera rubra is een krabbensoort uit de familie van de Xanthidae. De wetenschappelijke naam van de soort werd in 1865 voor het eerst geldig gepubliceerd door Alphonse  Milne-Edwards.